# Vincent Pomarède
Vincent Pomarède est un conservateur du patrimoine né le 20 août 1959 à Montpellier. Directeur du département des Peintures du musée du Louvre de 2003 à 2014, il est désormais administrateur général adjoint du musée.

## Biographie
Fils du directeur du musée de Reims, Vincent Pomarède étudie à l'École du Louvre, obtient une licence en histoire de l'art et archéologie, mais est aussi élève stagiaire à l'ENA.
Il commence à travailler en 1980 aux comptoirs de vente de la Réunion des musées nationaux : il est en 1983 responsable de la librairie du musée du Louvre. Il rejoint en 1987 le service de Restauration des Musées classés et contrôlés en qualité d'adjoint au chef de service.
En 1996, il est commissaire de l'exposition Corot : 1796-1875 qui se tient aux Galeries nationales du Grand Palais du 28 février au 27 mai. Avec cette première grande exposition consacrée au peintre, Vincent Pomarède s'affirme comme un spécialiste incontournable de son œuvre et participe à la rédaction de plusieurs ouvrages qui y sont consacrés.
Devenu conservateur du patrimoine en 1991, il est affecté au département des Peintures du Louvre, où il travaille sur la peinture française et comme coordonnateur des restaurations du département des Peintures, puis comme conservateur des peintures françaises du XIXe siècle.
Il est directeur du musée des beaux-arts de Lyon de 2000 à 2003.
Il est directeur du département des Peintures du musée du Louvre, succédant à Jean-Pierre Cuzin, d'août 2003 à janvier 2014. De 2014 à 2018, il est la tête de la direction de la médiation et de la programmation culturelle au sein du musée du Louvre et devient en 2018 administrateur général adjoint de l'établissement.

## Recherches
Vincent Pomarède est spécialiste de la peinture française du XIXe siècle.

## Décorations
- Commandeur de l'ordre des Arts et des Lettres Il est promu au grade de commandeur par l’arrêté du 31 août 2018[7].
- Chevalier de l'ordre national du Mérite Il est élevé au grade de chevalier par décret du 14 novembre 2012[8].